# 馬帕維爾 (密蘇里州)
馬帕維爾（英語：Mapaville）是位於美國密蘇里州傑佛遜縣的非建制地區。

## 歷史
馬帕維爾的郵局自1949年營運至今。

## 地理
馬帕維爾所處的海拔為高於海平面206米（即676英呎），而該地所採用的時區為UTC-6，即北美中部時區（CST）。同時該地設有夏令時間，為UTC-6調快一小時，即UTC-5（CDT）。